# Guzheng

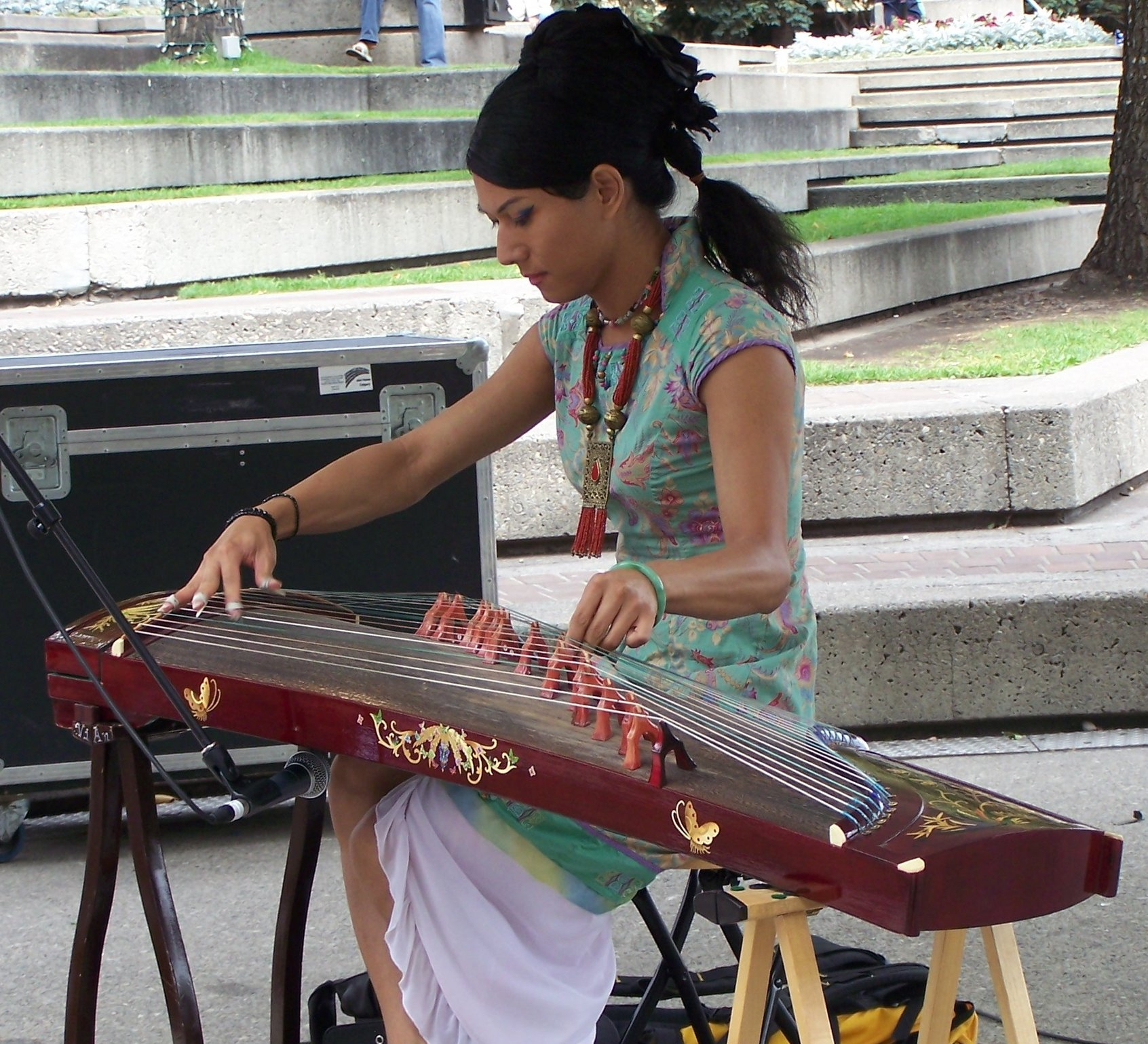
De Guzheng wordt bespeeld door de snaren te tokkelen.

De guzheng of gu zheng (gu- betekent "oud"), ook verkort tot zheng is een traditioneel Chinees muziekinstrument dat behoort tot de citer-instrumentenfamilie.
Soms wordt de guzheng verward met de guqin. Het lag aan de basis van de Japanse koto, de Koreaanse Gayageum en de Vietnamese Dan Tranh.
Het instrument heeft meestal 21 snaren (dit aantal varieert tussen 15 en 25). Het oorspronkelijke instrument had er slechts 12.
Een bekende artieste die de guzheng bespeelt is Wu Fei.